# Llista de les pel·lícules més taquilleres del Canadà i els Estats Units
La següent és una llista de les 100 pel·lícules amb més recaptació a Canadà i els Estats Units, un mercat conegut en la indústria del cinema com la taquilla d'Amèrica del Nord i la taquilla nacional, i en "brut" es defineix en dòlars nord-americans.

## Taula de les pel·lícules
Els ingressos estan ajustats segons la inflació.
| Ordre | Títol                                          | Any  | Entrades estimades | Brut ajustat   |
| ----- | ---------------------------------------------- | ---- | ------------------ | -------------- |
| 1     | Allò que el vent s'endugué                     | 1939 | 202.286.200        | $1.895.421.694 |
| 2     | Star Wars: Una nova esperança                  | 1977 | 178.119.500        | $1.668.979.715 |
| 3     | Somriures i llàgrimes                          | 1965 | 142.485.200        | $1.335.086.324 |
| 4     | ET, l'extraterrestre                           | 1982 | 141.854.300        | $1.329.174.791 |
| 5     | Titanic                                        | 1997 | 135.549.800        | $1.270.101.626 |
| 6     | Els Deu Manaments                              | 1956 | 131.000.000        | $1.227.470.000 |
| 7     | Tauró                                          | 1975 | 128.078.800        | $1.200.098.356 |
| 8     | Doctor Jivago                                  | 1965 | 124.135.500        | $1.163.149.635 |
| 9     | L'exorcista                                    | 1973 | 110.599.200        | $1.036.314.504 |
| 10    | La Blancaneu i els set nans                    | 1937 | 109.000.000        | $1.021.330.000 |
| 11    | Star Wars: El despertar de la força            | 2015 | 108.115.100        | $1.013.038.487 |
| 12    | 101 dàlmates                                   | 1961 | 99,917,300         | $936.225.101   |
| 13    | Star Wars: L'Imperi contraataca                | 1980 | 98,105,100         | $919.244.787   |
| 14    | Ben-Hur                                        | 1959 | 98,046,900         | $918.699.453   |
| 15    | Avengers: Endgame                              | 2019 | 95,268,900         | $892.669.593   |
| 16    | Star Wars: El retorn del Jedi                  | 1983 | 94,059,400         | $881.336.578   |
| 17    | Parc Juràssic                                  | 1993 | 91,664,200         | $858.893.554   |
| 18    | Star Wars: Episode I – The Phantom Menace      | 1999 | 90,312,100         | $846.224.377   |
| 19    | The Lion King                                  | 1994 | 89,146,400         | $835.301.768   |
| 20    | El cop                                         | 1973 | 89,142,900         | $835.268.973   |
| 21    | A la recerca de l'arca perduda                 | 1981 | 88,543,400         | $829.651.658   |
| 22    | El graduat                                     | 1967 | 85,576,800         | $801.854.616   |
| 23    | Fantasia                                       | 1941 | 83,043,500         | $778.117.595   |
| 24    | Spider-Man: No Way Home                        | 2021 | 82,918,296         | $776.944.471   |
| 25    | El Padrí                                       | 1972 | 78,922,500         | $739.503.825   |
| 26    | Forrest Gump                                   | 1994 | 78,637,100         | $736.829.627   |
| 27    | Mary Poppins                                   | 1964 | 78,181,800         | $732.563.466   |
| 28    | Grease                                         | 1978 | 77,098,600         | $722.413.882   |
| 29    | Avatar                                         | 2009 | 77,000,000         | $721.490.000   |
| 30    | The Avengers                                   | 2012 | 76,881,200         | $720.376.844   |
| 31    | Jurassic World                                 | 2015 | 76,789,600         | $719.518.552   |
| 32    | Black Panther                                  | 2018 | 76,272,300         | $714.671.451   |
| 33    | Operació Tro                                   | 1965 | 74,800,000         | $700.876.000   |
| 34    | El cavaller fosc                               | 2008 | 74,506,000         | $698.121.220   |
| 35    | El llibre de la selva                          | 1967 | 73,679,900         | $690.380.663   |
| 36    | La Bella Dorment                               | 1959 | 72,676,000         | $680.974.120   |
| 37    | Avengers: Infinity War                         | 2018 | 72,419,700         | $678.572.589   |
| 38    | Els caçafantasmes                              | 1984 | 71,173,700         | $666.897.569   |
| 39    | Shrek 2                                        | 2004 | 71,050,900         | $665.746.933   |
| 40    | Spider-Man                                     | 2002 | 70,626,300         | $661.768.431   |
| 41    | Butch Cassidy and the Sundance Kid             | 1969 | 70,557,900         | $661.127.523   |
| 42    | Love Story                                     | 1970 | 69,998,100         | $655.882.197   |
| 43    | Independence Day                               | 1996 | 69,268,900         | $649.049.593   |
| 44    | Top Gun: Maverick                              | 2022 | 67,843,975         | $635.698.280   |
| 45    | Sol a casa                                     | 1990 | 67,734,200         | $634.669.454   |
| 46    | Star Wars: Els últims Jedi                     | 2017 | 67,594,500         | $633.360.465   |
| 47    | Pinotxo                                        | 1940 | 67,403,300         | $631.568.921   |
| 48    | Cleopatra                                      | 1963 | 67,183,500         | $629.509.395   |
| 49    | Beverly Hills Cop                              | 1984 | 67,150,000         | $629.195.500   |
| 50    | Goldfinger                                     | 1964 | 66,300,000         | $621.231.000   |
| 51    | Els increïbles 2                               | 2018 | 66,299,200         | $621.223.504   |
| 52    | Airport                                        | 1970 | 66,111,300         | $619.462.881   |
| 53    | American Graffiti                              | 1973 | 65,714,300         | $615.742.991   |
| 54    | La túnica sagrada                              | 1953 | 65,454,500         | $613.308.665   |
| 55    | Pirates of the Caribbean: Dead Man's Chest     | 2006 | 64,628,400         | $605.568.108   |
| 56    | La volta al món en vuitanta dies               | 1956 | 64,615,400         | $605.446.298   |
| 57    | Avatar: El sentit de l'aigua                   | 2022 | 64,572,561         | $605.045.262   |
| 58    | Bambi                                          | 1942 | 63,712,400         | $596.985.188   |
| 59    | Selles de muntar calentes                      | 1974 | 63,239,600         | $592.555.052   |
| 60    | Batman                                         | 1989 | 62,972,300         | $590.050.451   |
| 61    | The Bells of St. Mary's                        | 1945 | 62,745,100         | $587.921.587   |
| 62    | The Lord of the Rings: The Return of the King  | 2003 | 61,639,700         | $577.563.989   |
| 63    | Finding Nemo                                   | 2003 | 61,586,500         | $577.065.505   |
| 64    | The Towering Inferno                           | 1974 | 61,375,700         | $575.090.309   |
| 65    | Rogue One: A Star Wars Story                   | 2016 | 60,441,600         | $566.337.792   |
| 66    | The Lion King                                  | 2019 | 60,322,700         | $565.223.699   |
| 67    | Cinderella                                     | 1950 | 60,301,400         | $565.024.118   |
| 68    | Spider-Man 2                                   | 2004 | 60,158,700         | $563.687.019   |
| 69    | My Fair Lady                                   | 1964 | 60,062,200         | $562.782.814   |
| 70    | The Greatest Show on Earth                     | 1952 | 60,000,000         | $562.200.000   |
| 71    | National Lampoon's Animal House                | 1978 | 59,890,300         | $561.172.111   |
| 72    | The Passion of the Christ                      | 2004 | 59,704,800         | $559.433.976   |
| 73    | Star Wars: Episode III – Revenge of the Sith   | 2005 | 59,324,600         | $555.871.502   |
| 74    | Back to the Future                             | 1985 | 59,240,400         | $555.082.548   |
| 75    | The Lord of the Rings: The Two Towers          | 2002 | 57,725,400         | $540.886.998   |
| 76    | Barbie                                         | 2023 | 57,682,540         | $540.485.025   |
| 77    | The Dark Knight Rises                          | 2012 | 57,581,800         | $539.541.466   |
| 78    | The Sixth Sense                                | 1999 | 57,579,100         | $539.516.167   |
| 79    | Superman                                       | 1978 | 57,384,000         | $537.688.080   |
| 80    | Tootsie                                        | 1982 | 56,903,900         | $533.189.543   |
| 81    | Beauty and the Beast                           | 2017 | 56,848,000         | $4.991.078.546 |
| 82    | Smokey and the Bandit                          | 1977 | 56,832,900         | $532.524.273   |
| 83    | Buscant la Dory                                | 2016 | 56,158,100         | $4.989.752.691 |
| 84    | Harry Potter i la pedra filosofal              | 2001 | 56,143,200         | $526.061.784   |
| 85    | West Side Story                                | 1961 | 56,012,800         | $524.839.936   |
| 86    | Encontres a la tercera fase                    | 1977 | 55,922,700         | $523.995.699   |
| 87    | Lady and the Tramp                             | 1955 | 55,734,900         | $522.236.013   |
| 88    | Lawrence of Arabia                             | 1962 | 55,437,000         | $519.444.690   |
| 89    | The Rocky Horror Picture Show                  | 1975 | 55,069,400         | $516.000.278   |
| 90    | Rocky                                          | 1976 | 55,040,000         | $515.724.800   |
| 91    | Els millors anys de la nostra vida             | 1946 | 55,000,000         | $515.350.000   |
| 92    | Star Wars: L'ascens de Skywalker               | 2019 | 54,968,000         | $515.050.160   |
| 93    | L'aventura del Posidó                          | 1972 | 54,902,000         | $514.431.740   |
| 94    | El Senyor dels Anells: La Germandat de l'Anell | 2001 | 54,799,300         | $513.469.441   |
| 95    | Twister                                        | 1996 | 54,688,100         | $512.427.497   |
| 96    | Men in Black                                   | 1997 | 54,616,700         | $511.758.479   |
| 97    | Del revés 2                                    | 2024 | N/D                | $600.969.628   |
| 98    | El pont del riu Kwai                           | 1957 | 54,400,000         | $509.728.000   |
| 99    | Transformers: Revenge of the Fallen            | 2009 | 53,900,900         | $505.051.433   |
| 100   | El món és boig, boig, boig                     | 1963 | 53,875,400         | $504.812.498   |